# Nagy Béla (vívó)
Nagy Béla (Budapest, 1876. október 12. – Budapest, 1924. október 17.) magyar vívó, olimpikon, ügyvéd, főügyészhelyettes.

## Pályafutása
1901-ben az országos vívóbajnokságon aranyérmes lett kardvívásban.
Az 1906. évi nyári olimpiai játékokon, Athénban indult, amit később nem hivatalos olimpiává nyilvánított a Nemzetközi Olimpiai Bizottság. Ezen az olimpián három kardvívószámban indult: kardvívásban és háromtalálatos kardvívásban helyezés nélkül zárt, míg csapat kardvívásban 4. lett.
Klubcsapata a Tipográfia Torna Egylet volt.
Visszavonulása után a Magyar Vívó Szövetség ügyvezető elnöke lett. A Nemzetközi Vívószövetség (FIE) az általa megfogalmazott változatban fogadta el a több találatra menő, konvencionális alapú kardvívás szabályrendszerét.

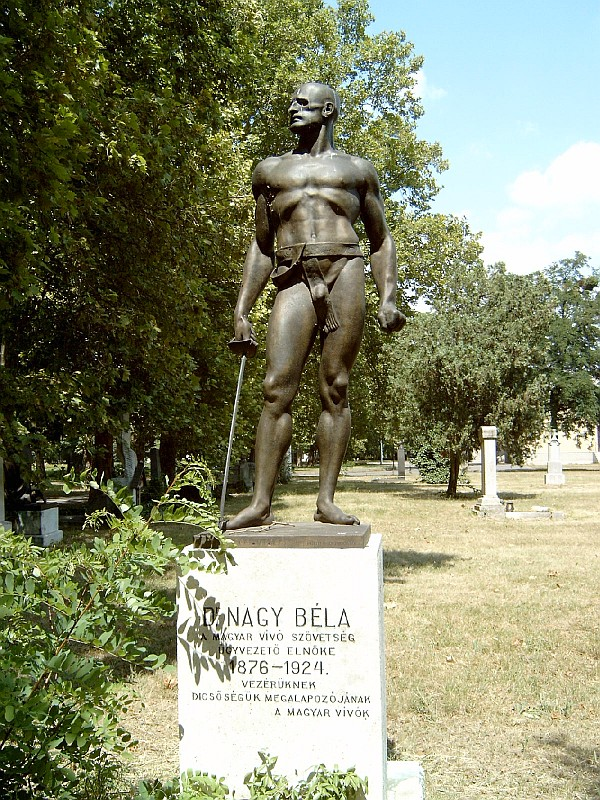
Sírja Budapesten. Kerepesi temető: 45-1-90. (szobrász: Szamosi Soós Vilmos)